# 三浦安次
三浦 安次（みうら やすつぐ）は、江戸時代前期の大名。下野壬生藩の第2代藩主。美作勝山藩三浦家2代。

## 生涯
寛永10年（1633年）9月3日、初代藩主三浦正次の長男として生まれる。寛永18年（1641年）7月1日、第3代将軍徳川家光に拝謁し、同年に父が死去したために跡を継いだ。このとき、弟の共次に5000石を分与したため、2万石となる。慶安元年（1648年）叙任する。天和2年（1682年）9月6日に死去し、跡を長男の明敬が継いだ。享年50。